# Grande Rivière de Nippes
Pour les articles homonymes, voir Grande Rivière.
La Grande Rivière de Nippes est un cours d'eau qui coule à Haïti dans la péninsule de Tiburon à travers le département de Nippes et l'arrondissement de Miragoâne.

## Géographie
La Grande Rivière de Nippes prend sa source dans les contreforts de le massif de la Hotte. Le cours d'eau se dirige vers l'Est et traverse la ville de L'Asile, avant de s'orienter vers le Nord. Ce fleuve se jette dans le golfe de la Gonâve à mi-distance entre les villes de Petite-Rivière-de-Nippes et l'Anse-à-Veau.